# Agno (mitologia)
Agno (in greco antico: Ἁγνώ) è un personaggio della mitologia greca, il nome di una ninfa dell'Arcadia.

## Il mito
Secondo Pausania il Periegeta la nascita di Zeus sarebbe stata attribuita a parecchie località dell'antica Grecia fra cui anche il monte Liceo. Agno, ninfa di una fonte quasi magica del monte Liceo, che riusciva ad essere piena d'acqua anche se il caldo era opprimente, fu una delle creature che accudirono il padre degli dei insieme alle altre due ninfe Tisoa e Neda.
Liceo, per salvare la Terra da una siccità che sembrava interminabile, immerse un piccolo ramoscello nella fonte di Agno e pregò gli dei. La pioggia cadde subito copiosa.